# Dones en la Guerra contra el narcotràfic a Mèxic

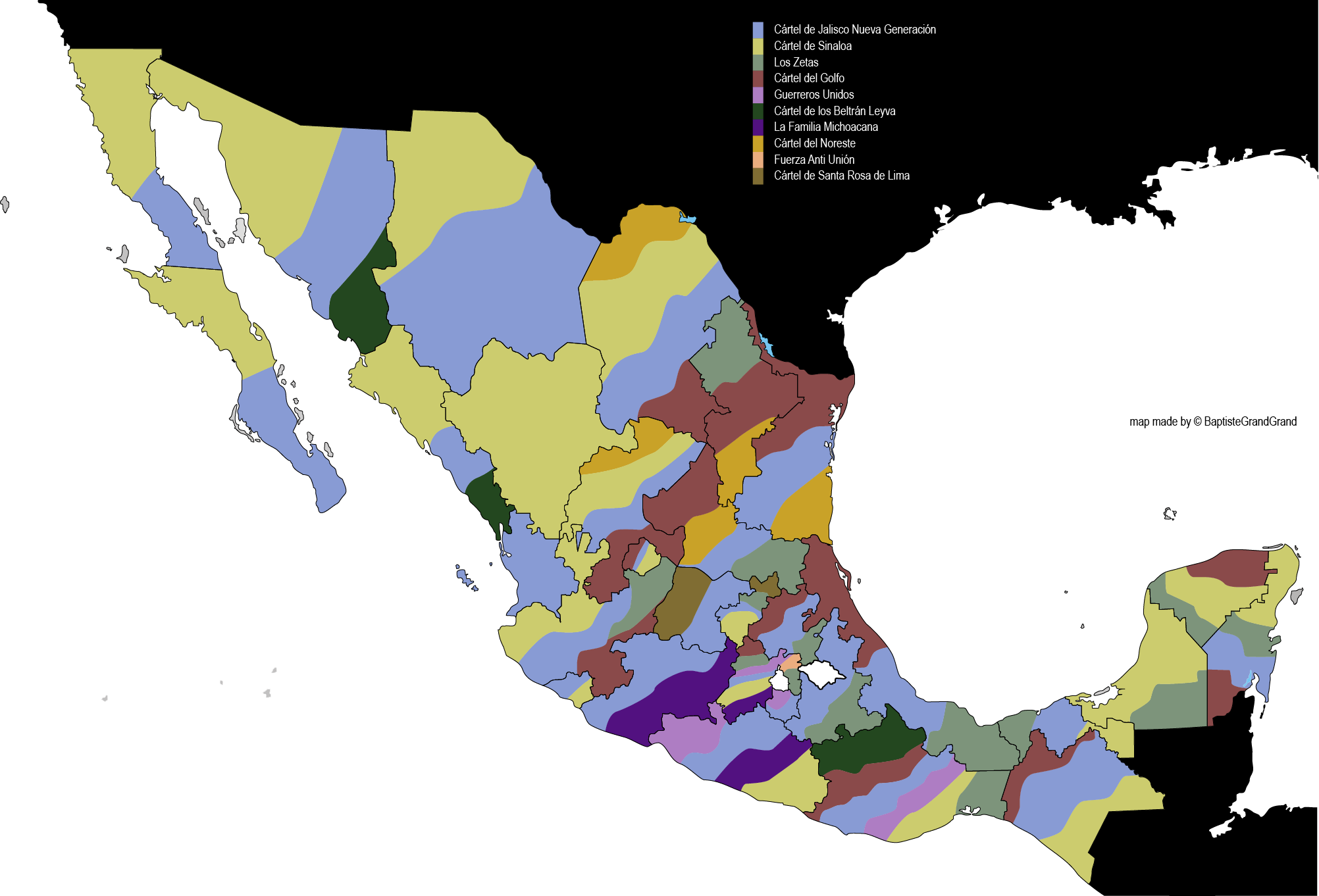
Territoris de les organitzacions críminals més importants de Mèxic (2020)
Càrtel Jalisco Nova Generació
Càrtel de Sinaloa
Los Zetas
Càrtel del Golf
Guerreros Unidos
Càrtel de Beltrán-Leyva
La Familia Michoacana
Càrtel del Nord-est
Força Anti-Unió
Càrtel de Santa Rosa de Lima

Les dones en la Guerra contra el narcotràfic a Mèxic han estat civils o participants en el conflicte. Des de l'inici de la Guerra contra el narcotràfic a Mèxic el 2006, les dones civils (tant ciutadanes mexicanes com estrangeres), han estat víctimes d'extorsió, violació, tortura, i assassinat, així com desaparicions forçades, per part de bel·ligerants de tots els bàndols. 
Ciutadanes i dones estrangeres han estat objecte de tràfic sexual a Mèxic a través de càrtels i bandes. Les organitzacions criminals, al seu torn, utilitzen els beneficis per comprar armes i expandir-se. Han perjudicat i dut a terme agressions sexuals a immigrants d'Amèrica Llatina als Estats Units d'Amèrica. La violència contra les dones en la guerra contra el narcotràfic s'ha estès més enllà de Mèxic, a països limítrofs i pròxims d'Amèrica Central i Amèrica del Nord. El nombre de dones assassinades en el conflicte és desconegut a causa de la manca de dades.
Les dones funcionàries, jutgesses, advocades, periodistes, empresàries, dones influents dels mitjans socials, professores i directores d'organitzacions no governamentals també han participat en el conflicte de diferents maneres. Hi ha hagut dones combatents en l'exèrcit, la policia, els càrtels i les bandes. Moltes dones han perdut a les persones estimades en aquest conflicte.

## Dones civils i víctimes de la guerra
A Mèxic, les dones civils (així com les joves i les nenes), s'han vist perjudicades físicament i psicològicament en el conflicte. Algunes han tingut poca protecció a causa de la corrupció, la impunitat i l'apatia. Les empresàries, les agricultores i treballadores estan amenaçades i obligades a pagar impostos a les bandes de narcotraficants. Altres dones es veuen obligades a conrear o empaquetar drogues.  Les dones s'han vist obligades a ser mules. Moltes d'aquestes dones han estat assassinades en el foc creuat de combats amb armes o assassinades.

Mapa de les rutes de tràfic de drogues a Mèxic basat en l'informe Stratfor de 2012
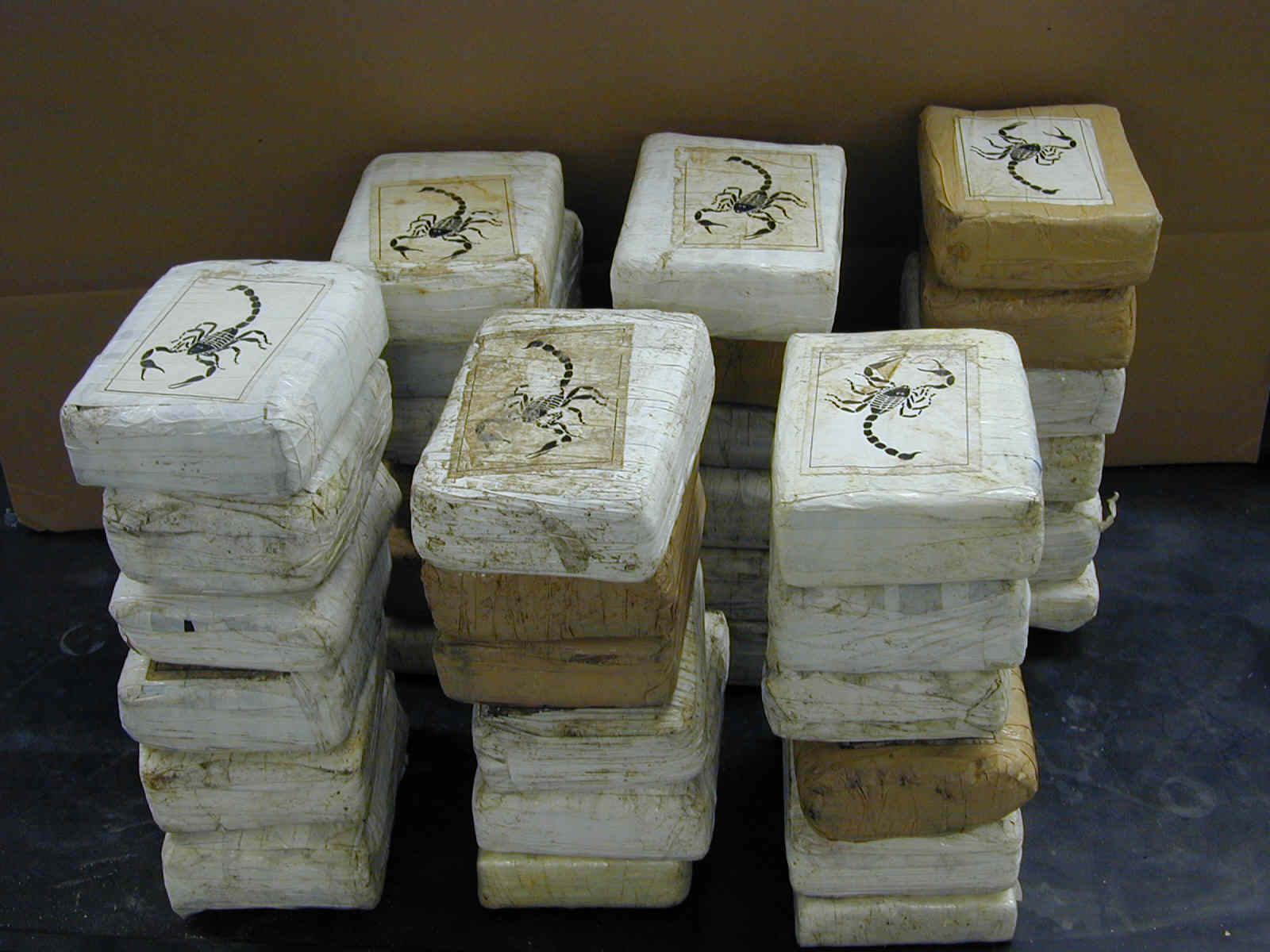
Paquets de cocaïna (una de les formes en la qual es transporta habitualment)
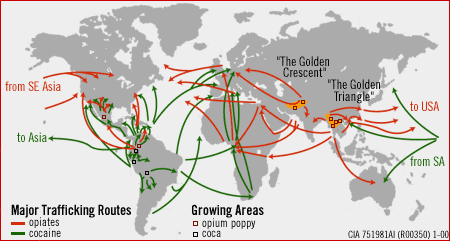
Ruta internacional de la cocaïna i d'opiacis

El tràfic sexual a Mèxic és un problema important. Moltes dones han estat assassinades per rebutjar tenir relacions sexuals amb homes, presenciar crims, ser informants, activistes contra el crim organitzat, i altres raons. Dones policies i oficials militars, així com agents federals i els seus familiars, han estat assassinades a causa de la seva ocupació i els seus esforços contra els càrtels. També s'han assassinat advocades. També s'han assassinat dones per ser familiars, companyes de feina o amigues de persones a les quals s'havia d'assassinar.
Moltes dones han estat segrestades i torturades. S'han trobat cadàvers de dones decapitades o mutilades. Cossos de dones han estat esbudellats i penjats en ponts. Els cossos i les parts del cos de les dones s'han mostrat d'altres maneres, inclòs el fet de ser llançats a les carreteres. A vegades, els autors deixen senyals o notes amb amenaces i el motiu de l'assassinat de les seves víctimes.
Les dones han estat violades, torturades i assassinades per les forces militars mexicanes i la policia.
Les agressions sexuals a immigrants d'Amèrica Llatina als Estats Units d'Amèrica, moltes dels quals fugen de la violència de la guerra contra el narcotràfic, és un fet generalitzat.

### Dones funcionàries assassinades
Moltes dones funcionàries i els seus familiars han estat assassinats en la guerra contra les drogues.

### Periodistes i treballadores dels mitjans de comunicació assassinades
Reporteres i membres de la seva família han estat assassinats en la guerra contra el narcotràfic per haver escrit articles contra els càrtel en diaris o publicar missatges a Internet.
Les amigues, parelles i filles de periodistes homes i treballadors dels mitjans de comunicació han estat assassinades.

## Dones participants en la guerra

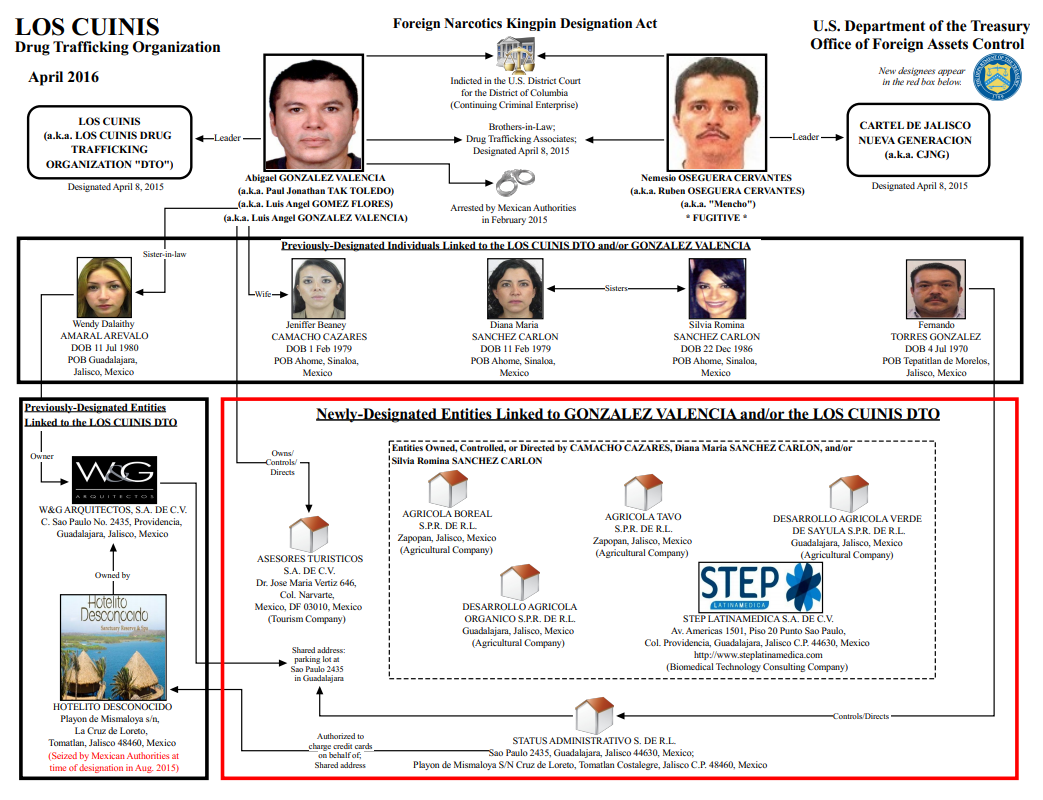
Diagrama que mostra els membres del càrter de Los Cuinis i els seus negocis, 2016

Les dones han participat en la Guerra contra el narcotràfic a Mèxic en tots els bàndols.
Les dones han estat membres de càrtels i bandes. Hi ha hagut dones assassines i blanquejadores de diners. Unes altres han obstaculitzat la justícia en favor dels càrtels. Han actuat amb entitats relacionades amb el tràfic de drogues o de manera individual.
Les dones han lluitat contra els càrtels i les bandes com a policies, militars, advocades activistes, etc...

## Tràfic sexual i violacions
Els càrtels i les bandes que lluiten en la Guerra contra el narcotràfic a Mèxic tenen dones i nenes víctimes del tràfic sexual per a obtenir beneficis addicionals. Els càrtels i les bandes també segresten les dones per utilitzar-les com a esclaves sexuals personals o per obligar-les a fer treballs. 
L'agressions sexuals a immigrants d'Amèrica Llatina als Estats Units d'Amèrica per part de membres d'aquestes organitzacions criminals és un problema.

## Nombre de mortes poc fiables
El nombre de dones assassinades en el conflicte no es pot conèixer per manca de dades degut a la corrupció, la manipulació o ocultació de dades, el mal registre i la mala comunicació entre les agències del govern.

Una sèrie de casos d'assassinats i desaparicions no s'han investigat o no s'han resolt perquè les autoritats temien ser perjudicades per membres de la banda o del càrtel. Algunes autoritats corruptes o coaccionades han manipulat proves i documents per ocultar informació. 

Dades oficials de mexicans morts en la Guerra contra el narcotràfic a Mèxic (dades entre 2006 i 2017)
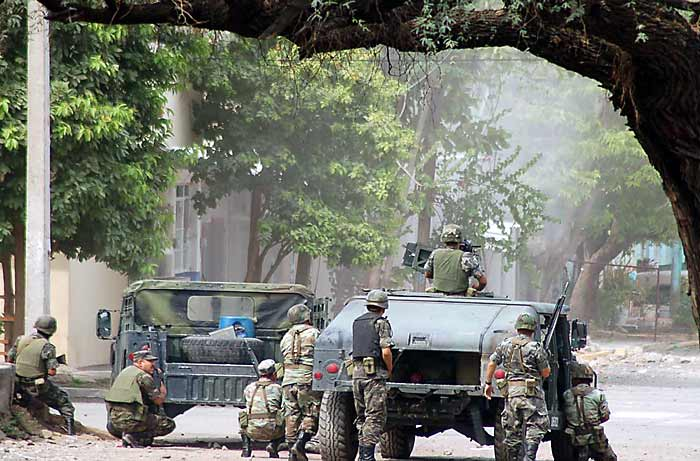
Tropes mexicanes durant un combat contra narcotraficants a Michoacán, 2007
Nombre d'assassinats en la Guerra contra el narcotràfic a Mèxic (dades entre desembre de 2006 i desembre de 2010)

No s'han trobat molts cossos de víctimes. Se sap que els criminals utilitzen àcids i líquids corrosius, incineració i altres mètodes per desfer-se de les restes i fer que la identificació sigui difícil o impossible.
Els criminals han robat cossos de les escenes del crim i dels dipòsits de cadàvers. Els treballadors governamentals no han denunciat intencionadament crims violents.